# Melissa Howard
Melissa Howard (Brisbane, ...) è un'attrice australiana, nota soprattutto per aver recitato nella serie televisiva australiana Le sorelle fantasma.

## Biografia
Howard nasce a Brisbane. Dal 2002 al 2006 frequenta la Corinda State High School di Corinda, Queensland: in questo periodo, partecipa allo Screech Theatre Group, club teatrale formato da giovani disabili e non, e studia recitazione al Film and Television Studio International di Melbourne e Brisbane. Nel 2005, partecipa allo spettacolo Advanced Screening, esempio di teatro cinematografico, scritto e diretto da Brad Jennings, mentre l'anno successivo entra nella compagnia teatrale australiana Zen Zen Zo Physical Theatre Company. Nel 2008 si trasferisce a Melbourne, nel sobborgo di Albert Park, vicino al lago, dove lavora come barista al Cafe Sienna e inizia a studiare Letteratura all'Università di Melbourne.
Esordisce in televisione nel 2009, nel ruolo di Chanel in tre episodi della serie Rush. Nel 2010, appare come guest star in Satisfaction e ricopre il ruolo di Rebecca Ainsworth, una delle protagoniste di Le sorelle fantasma. L'anno successivo, ha un cameo nel film per la televisione Underbelly Files - L'infiltrato, dove interpreta un'amica di Chelsea. Nel 2012, inizia a girare il film drammatico Animals, diretto da Edward Drake e basato sul cortometraggio Where Were You del medesimo regista. Due anni dopo, recita nel cortometraggio Black and White e nello spettacolo teatrale Below Babylon.

## Filmografia

### Cinema
- Black and White, regia di Richard Williamson – cortometraggio (2014)
- Kerion, regia di Glenn Ellis (2014)
- Animals, regia di Edward Drake (2015)

### Televisione
- Rush – serie TV, episodi 2x09-2x14-2x19 (2009)
- Satisfaction – serie TV, episodio 3x05 (2010)
- Le sorelle fantasma (Dead Gorgeous) – serie TV, 13 episodi (2010)
- Underbelly Files - L'infiltrato (Underbelly Files: Infiltration), regia di Grant Brown – film TV (2011)
- twentysomething – serie TV, episodi 2x01-2x03 (2013)
- Winners & Losers – serie TV, episodi 4x02-4x03 (2014)
- Footballer Wants a Wife – serie TV, episodi 1x01-1x02-1x05 (2015)

## Videografia
- Leaving Home, videoclip del singolo dei Big Scary (2011)

## Teatro
- Advanced Screening, di Brad Jennings, regia di Brad Jennings. Judith Wright Centre di Brisbane (2005)
- Beautiful, di Jon Fosse, regia di Andrea Moor (2007)[11]
- Below Babylon, di Gabriel Bergmoser. Revolt Theatre di Kensington (2014)

## Premi e candidature
- 2010 - AACTA Awards
  - Nomination Outstanding Young Actor (Le sorelle fantasma)[12]

## Doppiatrici italiane
Nelle versioni in italiano dei suoi film, Melissa Howard è stata doppiata da:
- Roberta De Roberto in Le sorelle fantasma.